# مارك ريس
مارك ريس (بالإنجليزية: Mark Rees)‏ هو لاعب كرة قدم بريطاني في مركز نصف الجناح، ولد في 13 أكتوبر 1961 في Smethwick ‏ في المملكة المتحدة. لعب مع شروزبري تاون وكولتشستر يونايتد ونادي ألدرشوت ونادي روتشديل ونادي سوليهول لكرة القدم ونادي شامروك روفرز ونادي والسول.